# Zob Station BBS
ZOB Station BBS(ぞぶ すてーしょん びーびーえす)とは、パソコン通信の草の根BBS。最も遅くまで運営され続けていた草の根BBSの一つだったが、2010年1月31日に閉局した。

## 概要
1992年3月に開局。神奈川県藤沢市にホストを置く。
マイコン関係の同好会「ZOBplus」が開局・運営しており、これが名前の由来である。
ZOBの意味については、ZOBplus主催者のHayamiにオフ会で直接尋ねることでしか教えてもらえない慣習となっている。
かつてはプログラマ系BBSの色彩が強く、ファイルライブラリにはMS-DOS用の優秀なフリーウェアが多数登録されていたが、後述するホスト環境変更の際にはライブラリ機能は実装されなかった。
晩年での最も活発なボードは、雑談を主体とするjunk.test(ジャンク・テスト)
2010年1月31日を最後にtelnetとウェブブラウザでのアクセス及び新規書き込みが停止された。
この際に、ZOB Stationのサーバ(interZet express)もwww.zob.ne.jpからwww.zob.jpへと変更されている。

## ホスト環境
かつてはホストプログラムにmmmを用いていたが、mmmは2000年問題への対応がなされていなかった。
そのため、2000年1月2日からは独自開発したハイパーノーツシステムzmmを使用している。これはTelnetでのアクセス、ウェブブラウザによる閲覧(一部会員は書き込みも可能)をサポートしたが、モデムでの無手順接続は廃止されていた。最盛期のモデム回線数は8回線だった。
現在、zmmは新サーバでウェブブラウザでの閲覧専用システムとして稼働しており、ZOB Stationの会員IDでログインすればログを閲覧することができる。